# Vladimír Čechura
Vladimír Čechura (* 23. September 1931 in Pilsen; † 18. März 2013 in Deutschland) war ein tschechischer Eishockeyspieler und -trainer. Der Stürmer war in den 1950er und 1960er Jahren in der 1. Liga der Tschechoslowakei aktiv. Als Trainer war er zwischen 1968 und 1983 unter anderem für den VfL Bad Nauheim und ECD Iserlohn in der Bundesliga tätig.

## Karriere
Vladimír Čechura gehörte nach dem Aufstieg in der Saison 1951/52 zur ersten Mannschaft von Sokol Plzeň IV, die in der 1. Liga der Tschechoslowakei antrat. In dieser Zeit war er parallel auch als Fußballspieler aktiv und absolvierte eine unbekannte Anzahl an Spielen für ZSJ ČSD Plzeň in der Tschechoslowakischen Fußballmeisterschaft. Nach seiner Wehrpflicht, während der er im Luftwaffen-Team Křídla vlasti Olomouc weiterhin Eishockey spielte, kehrte er im Jahr 1954 in das Team aus seiner Heimatstadt zurück. Mit dem in Spartak Plzeň LZ umbenannten Klub wurde er in den Jahren 1958 und 1959 jeweils tschechoslowakischer Vizemeister. Zur Saison 1961/62 wechselte der Angreifer zum Ligakonkurrenten CHZ Litvínov. Nach fünf Spielzeiten, in denen er 33 Treffer erzielte, beendete er im Jahr 1966 seine Spielerkarriere.

### Trainerlaufbahn
Noch während der Saison 1965/66 übernahm Čechura den Posten des Cheftrainers beim CHZ Litvínov und führte das Team zum Klassenerhalt. Neun Spiele nach dem Start der Spielzeit 1966/67 wurde er aber bereits wieder ersetzt. Nachdem er im Jahr 1968 in die Bundesrepublik geflüchtet war, setzte er dort seine Trainerlaufbahn fort. Erste Station war der Bundesliga-Klub VfL Bad Nauheim, für den er zwei Jahre lang tätig war. Die Saison 1980/81 begann Čechura als Chefcoach des Zweitligisten TSV Straubing, wurde nach einem schwachen Saisonstart aber an Weihnachten 1980 wieder entlassen. Kurz nach dem Beginn der Spielzeit 1981/82 übernahm er nach dem Abgang von Peter Ustorf abermals den VfL Bad Nauheim, mit dem er am Ende der Saison abstieg. Er wechselte zum Bundesliga-Aufsteiger ECD Iserlohn, konnte sich allerdings auch dort nicht lange halten und wurde nach nur vier Siegen aus den ersten 16 Spielen im November 1982 durch Dieter Hoja ersetzt.